# DHL最快進站獎
DHL最快進站獎（英語：DHL Fastest Pit Stop Award）授予在一級方程式賽車賽季的DHL最快進站積分榜中得到最高分的車隊。獎項由一級方程式賽車的全球合作夥伴和物流供應商DHL頒發，以表彰為車手在賽道上取得成功做出重要貢獻的車隊維修人員，及在每場大獎賽中「最有速度和工作效率」的車隊。獎項在2015年首次頒發，並被頒發給在整個賽季每場大獎賽中，完成進站次數最多的車隊。
自2017年起，獎項使用與一级方程式賽車比賽相同的积分系统，取代以完成進站次數最多來頒發獎項的標準，希望能夠頒發獎項給進站表現最穩定的車隊。在每場大獎賽中，完成最快進站的車隊獲得25分，第二快的車隊獲得18分，第三快的車隊獲得15分。獎項會在賽季最後一場大獎賽結束後舉行的活動中向獲勝的車隊頒發。2021年DHL最快進站獎由紅牛車隊獲得。

## 歷史

### 2015年
法拉利車隊在2015年以七個最快進站奪得首屆DHL最快進站獎，緊隨其後的有紅牛車隊和梅赛德斯AMG车队，它們分別完成四個最快進站。法拉利分別在馬來西亞、巴林、西班牙、摩納哥、日本、俄罗斯和墨西哥大獎賽完成最快進站。在西班牙大獎賽中，法拉利造出了賽季最快的進站時間，進站只耗時2.2秒。頒獎典禮在阿布達比的賽季最終戰舉行。

### 2016年
威廉姆斯车队在2016年奪得DHL最快進站獎，他們在賽季首九場的大獎賽中均完成最快進站，並在歐洲大獎賽中造出了賽季最快的進站時間，進站只耗時1.92秒。其後威廉姆斯在德國、比利時、馬來西亞、日本及墨西哥大獎賽再度完成五個最快進站，遠遠拋離第二名，只完成四個最快進站的紅牛車隊。

### 2017年
2017年，DHL最快進站獎使用了新的積分系統。最後一場比賽結束後，梅赛德斯AMG车队以472分奪得DHL最快進站獎，擊敗衛冕的威廉姆斯车队（442分）和紅牛車隊（344分）。梅赛德斯在西班牙、比利時、義大利、新加坡、美國及墨西哥大獎賽完成最快進站。

### 2018年
紅牛車隊只在澳大利亚、西班牙、奥地利、英國及阿布達比大獎賽中完成最快進站，比第二名的法拉利車隊（七個最快進站）少兩個。儘管如此，紅牛仍然以466分奪得DHL最快進站獎，法拉利在巴西大獎賽中造出了賽季最快的進站時間，進站只耗時1.97秒。

### 2019年
衛冕的紅牛車隊在2019年以504分擊敗威廉姆斯车队（439分）和法拉利車隊（315分），再度奪得DHL最快進站獎，他們分別在澳大利亚、巴林、中國、英國、德國、墨西哥、美國、巴西和阿布達比大獎賽中完成最快進站。其中在巴西大獎賽，紅牛更以1.82秒刷新一級方程式賽車歷史上最快進站的紀錄。

### 2020年
二連霸的紅牛車隊在2020年得到555分，以壓倒性的優勢擊敗威廉姆斯车队（264分）和梅赛德斯AMG车队（253分），第三度奪得DHL最快進站獎。紅牛在17場大獎賽中完成15次最快進站，他們只在比利時和義大利大獎賽無法完成最快進站。紅牛自此被譽為一級方程式賽車中的「進站之王」，他們在賽季中有七次進站用時低於兩秒，並於俄羅斯和葡萄牙大奖赛中造出了賽季最快的進站時間，進站只耗時1.86秒。

### 2021年
三連霸的紅牛車隊在2021年得到569分，再次以壓倒性的優勢擊敗梅赛德斯AMG车队（317分）和法拉利車隊（266分），第四度奪得DHL最快進站獎。紅牛在匈牙利大奖赛中造出了賽季最快的進站時間，進站只耗時1.88秒。他們分別在巴林、葡萄牙、摩納哥、阿塞拜疆、法國、施蒂利亚、奥地利、匈牙利、荷兰、土耳其、卡塔爾、沙特阿拉伯和阿布達比大獎賽中完成最快進站。

## 積分系統
| 名次   | 第一 | 第二 | 第三 | 第四 | 第五 | 第六 | 第七 | 第八 | 第九 | 第十 |
| 得分   | 25   | 18   | 15   | 12   | 10   | 8    | 6    | 4    | 2    | 1    |
| 來源： |      |      |      |      |      |      |      |      |      |      |

## 獎項得主
| * | 代表車隊在該賽季獲得车队世界冠军 |

| 年份   | 車隊      | 賽車                         | 最快進站 | 得分   | 來源   |
| ------ | --------- | ---------------------------- | -------- | ------ | ------ |
| 2015年 | 法拉利    | 法拉利SF15-T                 | 7        | 不適用 | [ 21 ] |
| 2016年 | 威廉姆斯  | 威廉姆斯FW38                 | 14       | 不適用 | [ 22 ] |
| 2017年 | 梅赛德斯* | 梅赛德斯AMG F1 W08 EQ Power+ | 6        | 472    | [ 23 ] |
| 2018年 | 紅牛      | 紅牛RB14                     | 5        | 466    | [ 24 ] |
| 2019年 | 紅牛      | 紅牛RB15                     | 9        | 504    | [ 25 ] |
| 2020年 | 紅牛      | 紅牛RB16                     | 15       | 555    | [ 26 ] |
| 2021年 | 紅牛      | 紅牛RB16B                    | 13       | 569    | [ 27 ] |
| 2022年 | 紅牛*     | 紅牛RB18                     | 10       | 536    | [ 28 ] |
| 2023年 | 紅牛*     | 紅牛RB19                     | 9        | 543    | [ 29 ] |
| 2024年 | 紅牛      | 紅牛RB20                     | 10       | 552    | [ 30 ] |

## 來源
1. 1 2 3 4  . TendersInfo News. 2015-12-02  [2021-11-12]. （原始内容存档于2022-06-12） –Gale OneFile: News.
2. 1 2 3  . Marketing Interactive. 2015-09-18  [2021-11-12]. （原始内容存档于2021-11-12）.
3. ↑  . Air Cargo News. 2017-11-27  [2021-11-12]. （原始内容存档于2021-11-12）.

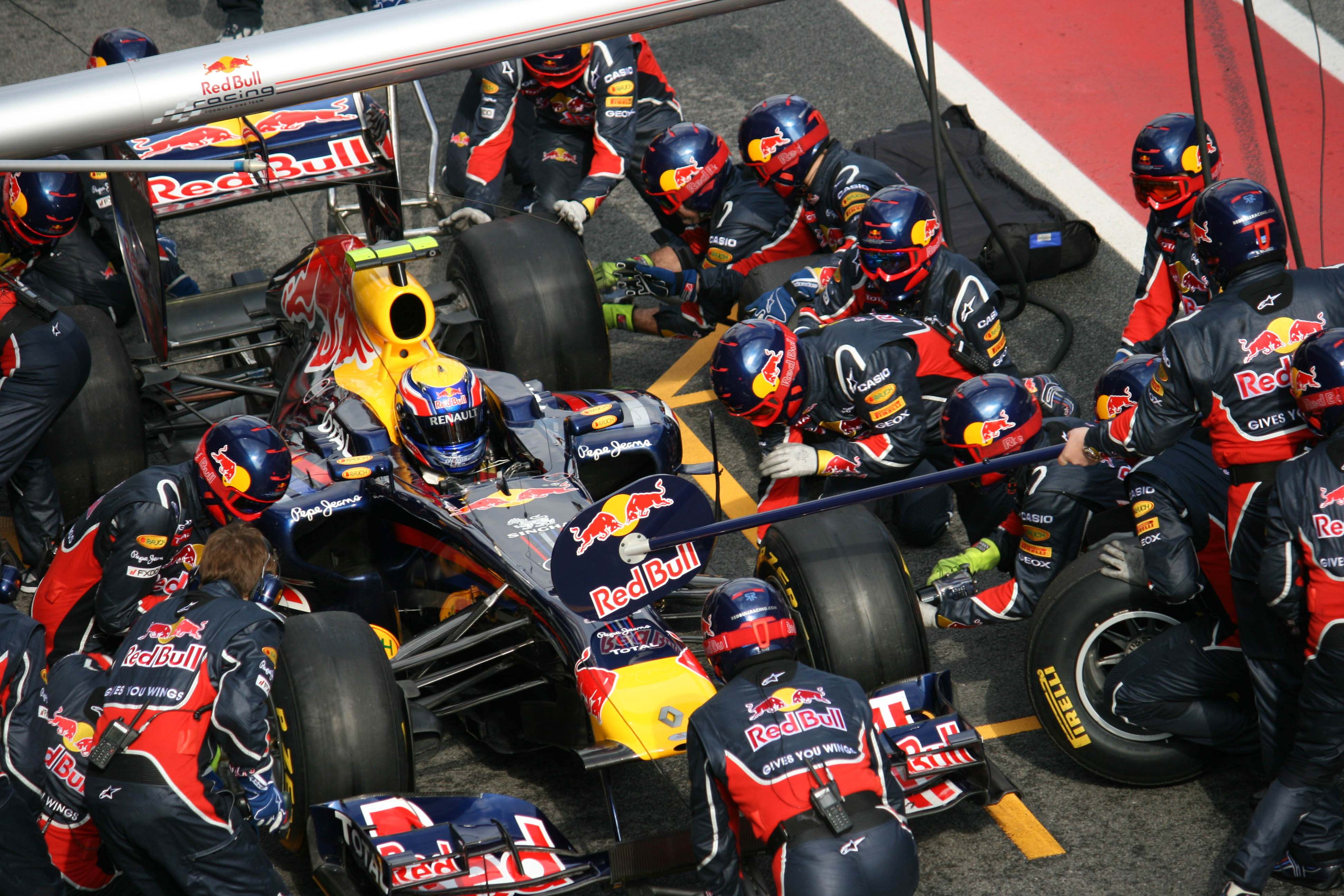
紅牛車隊目前已經連續四年奪得DHL最快進站獎。

4. ↑  Vording, Ronald.  [Mercedes takes third prize with DHL Fastest Pit Stop Award]. Motorsport.com. 2017-11-14  [2021-11-12]. （原始内容存档于2021-11-12） （荷兰语）.
5. ↑   [The fastest pit stops in Formula 1 2020]. Motorsport.com. 2020-12-14  [2021-11-12]. （原始内容存档于2022-02-21） （德语）.
6. ↑  . dpdhl.com. DHL. 2015-01-12  [2022-06-11]. （原始内容存档于2022-06-12）.
7. ↑  . skysports.com. Sky Sports. 2016-11-27  [2022-06-11]. （原始内容存档于2016-10-11）.
8. 1 2  .   [2017-11-13]. （原始内容存档于2017-11-13）.
9. ↑  .   [2017-11-13]. （原始内容存档于2017-11-13）.
10. ↑  . skysports.com. Sky sports. 2018-11-06  [2022-06-11]. （原始内容存档于2022-06-12）.
11. ↑  . skysports.com. Sky Sports. 2019-12-02  [2022-06-11]. （原始内容存档于2022-06-12）.
12. ↑  . skysports.com. Sky Sports. 2020-12-13  [2022-06-11]. （原始内容存档于2022-06-12）.
13. ↑  . skysports.com. Sky Sports. 2020-12-16  [2022-06-11]. （原始内容存档于2021-10-18）.
14. ↑  . Formula1.com. Formula One Administration.   [28 November 2016]. （原始内容存档于2018-04-08）.
15. ↑  . Formula1.com. Formula One Administration.   [28 November 2016]. （原始内容存档于2017-10-17）.
16. ↑  . Formula1.com. Formula One Administration.   [24 January 2018]. （原始内容存档于2018-09-01）.
17. ↑  . Formula1.com. Formula One Administration.   [30 November 2018]. （原始内容存档于2021-12-17）.
18. ↑  . Formula1.com. Formula One Administration.   [1 December 2019]. （原始内容存档于2022-02-09）.
19. ↑  . Formula1.com. Formula One Administration.   [13 December 2020]. （原始内容存档于2022-06-12） （英语）.
20. ↑  . Formula1.com. Formula One Administration.   [12 December 2021]. （原始内容存档于2022-06-12） （英语）.
21. ↑  . Formula1.com. Formula One Administration.   [20 November 2022] （英语）.
22. ↑  . Formula1.com. Formula One Administration.   [18 February 2024]. （原始内容存档于2023-10-01） （英语）.
23. ↑  . Formula1.com. Formula One Administration.   [10 December 2024]. （原始内容存档于2025-01-22） （英语）.

## 外部連結
- 官方網站